# Xã Garfield, Quận Kalkaska, Michigan
Xã Garfield (tiếng Anh: Garfield Township) là một xã thuộc quận Kalkaska, tiểu bang Michigan, Hoa Kỳ. Năm 2010, dân số của xã này là 804 người.